# Ted Nasmith
Ted Nasmith (Goderich, ...) è un artista, illustratore e renderer canadese.
È conosciuto principalmente per aver illustrato le opere di J. R. R. Tolkien: Lo Hobbit, Il Signore degli Anelli ed Il Silmarillion.

## Biografia
Nasmith è nato a metà degli anni '50 a Goderich, Canada. Figlio di un ufficiale della Royal Canadian Air Force, l'infanzia di Nasmith è stata caratterizzata dai frequenti spostamenti dovuti alle assegnazioni del padre durante la sua carriera militare, a volte in canada, altre volte all'estero, come ad esempio in Francia. Da quando Nasmith è divenuto adolescente si sono trasferiti a Toronto (ora lui risiede nelle vicinanze di Bradford.)
Sia la sua famiglia che i suoi amici l'hanno sempre incoraggiato ad entrare in una scuola superiore che prevedesse un corso di arte. Fu durante il terzo anno, ad ogni modo, che Nasmith, grazie alla sorella, conobbe il Signore degli Anelli che divenne presto per lui una fonte di ispirazione. Nasmith scrive:
"Ha risvegliato in me un amore per i tempi perduti, i miti e le leggende. È dalla mia infanzia che non percepisco una tale sensazione di "casa", indifferente al passare del tempo. Ho subito iniziato a disegnare scene ispirate a questi reami magici e nostalgici, che mi assorbivano completamente per molte ore." (Nasmith 2002)
Nel 1972, Nasmith inviò alcune fotografie dei suoi disegni a J. R. R. Tolkien, il quale rispose per lettera poche settimane dopo sia lodando il suo lavoro che commentando le sue raffigurazioni di Bilbo Baggins sostenendo che apparivano un po' troppo infantili. Ancora adolescente a quel tempo, una risposta con veloce da Tolkien stesso incoraggiò Nasmith a sforzarsi d'interpretare in modo più letterale i lavori del Professore.
Dopo la laurea, Nasmith aspirava a seguire le orme del celebre illustratore Art Fitzpatrick nell'industria automobilistica, invece, siccome la fotografia stava soppiantando le illustrazioni nel business delle pubblicità delle case automobilistiche, ha trovato lavoro come renderer mostrando una particolare inclinazione per il realismo.
I lavori di Nasmith sulle opere di Tolkien, che ricordano l'architettura vittoriana ed il luminismo americano degli anni 1850-1870 in chiave neoclassica, hanno catturato l'attenzione degli editori di Tolkien, che hanno deciso di includere quattro dei suoi disegni nel Tolkien Calendar del 1987. I suoi lavori hanno continuato ad apparire in questi calendari negli anni, includendo 5 pubblicazioni in cui è l'unico artista accreditato (1990, 2002, 2003, 2004, 2009).
Nell'ottobre del 1996, è stato chiesto a Nasmith da parte degli editori di Tolkien, di fornire dei lavori per la prima edizione illustrata de Il Silmarillion, in questo periodo Ted ha sviluppato una forte collaborazione lavorativa con Christopher Tolkien. L'edizione illustrata è stata pubblicata nel 1998; nel 2004, una seconda edizione (ISBN 0-618-39111-8) con molte più opere di Neasmith.
Nei primi mesi del 1999, rappresentanti di Peter Jackson e della New Line Cinema hanno invitato Ted Nasmith ad unirsi al team di illustratori che già vedeva John Howe ed Alan Lee per lavorare al concept art per la trilogia cinematografica de Il Signore degli Anelli. Secondo quanto detto dallo stesso Nasmith,
"Mi hanno invitato con loro in Nuova Zelanda per aiutare a sviluppare il concept art, e mi fecero una buona offerta. Io stavo attraversando un periodo di crisi personale slegata dai miei lavori e che mi costrinse ad abbandonare la mia attività di libero professionista a tempo indeterminato. Ho declinato l'offerta con riluttanza dopo attente considerazioni" (Nasmith 2004)
Nasmith è inoltre considerato uno studioso di Tolkien e molto preparato in storia antica, religioni ed altre aree. È un membro di spicco di alcune società Tolkieniane (come ad esempio The Tolkien Society, Mythopoeic Society, e Beyond Bree, quest'ultima una newsletter del mensa statunitense).
Nasmith è anche un musicista, chitarrista e tenore. Molta della sua musica è ispirata agli scritti di Tolkien. Il suo primo album commerciale, The Hidden Door: Songs in the Key of Enchantment, è stato pubblicato nel 2007. Ha anche lavorato su un progetto musicale intitolato Beren and Lúthien: A Song Cycle, creato con il suo amico Alex Lewis, ha inoltre un'amicizia di lunga data con i fondatori del gruppo musicale Tolkien Ensemble, un gruppo che ha l'obiettivo di trasferire in musica le opere di Tolkien, e di cui fanno parte anche Christopher Lee e Howard Shore. Nel 2021 è ospite dell'album War of the Jewels degli italiani Ainur, sempre di ispirazione tolkieniana, con la voce narrante e con un disegno all'interno del booklet del disco.